# Ћурови
Ћурови је насељено мјесто у граду Горажду, Босна и Херцеговина.

## Становништво
|             | 2013.      | 1991.       | 1981.        | 1971.        |
| Укупно      | 1 (100,0%) | 6 (100,0%)  | 39 (100,0%)  | 86 (100,0%)  |
| Бошњаци     | 1 (100,0%) | 6 (100,0%)1 | 38 (97,44%)1 | 86 (100,0%)1 |
| Југословени | –          | –           | 1 (2,564%)   | –            |

1. 1 На пописима од 1971. до 1991. Бошњаци су пописивани углавном као Муслимани.